# مقاطعة أدمز (بنسلفانيا)
مقاطعة أدمز (بالإنجليزية: Adams County, Pennsylvania)‏ هي إحدى مقاطعات ولاية بنسلفانيا في الولايات المتحدة. بلغ عدد سكانها 101407 نسمة في عام 2010 حسب إحصاء مكتب تعداد الولايات المتحدة.

## المناخ
يظهر الجدول التالي التغييرات المناخية على مدار السنة لمقاطعة أدمز:
| البيانات المناخية لـمقاطعة أدمز   | البيانات المناخية لـمقاطعة أدمز | البيانات المناخية لـمقاطعة أدمز | البيانات المناخية لـمقاطعة أدمز | البيانات المناخية لـمقاطعة أدمز | البيانات المناخية لـمقاطعة أدمز | البيانات المناخية لـمقاطعة أدمز | البيانات المناخية لـمقاطعة أدمز | البيانات المناخية لـمقاطعة أدمز | البيانات المناخية لـمقاطعة أدمز | البيانات المناخية لـمقاطعة أدمز | البيانات المناخية لـمقاطعة أدمز | البيانات المناخية لـمقاطعة أدمز | البيانات المناخية لـمقاطعة أدمز |
| الشهر                             | يناير                           | فبراير                          | مارس                            | أبريل                           | مايو                            | يونيو                           | يوليو                           | أغسطس                           | سبتمبر                          | أكتوبر                          | نوفمبر                          | ديسمبر                          | المعدل السنوي                   |
| --------------------------------- | ------------------------------- | ------------------------------- | ------------------------------- | ------------------------------- | ------------------------------- | ------------------------------- | ------------------------------- | ------------------------------- | ------------------------------- | ------------------------------- | ------------------------------- | ------------------------------- | ------------------------------- |
| الدرجة القصوى °ف (°م)             | 72 (22)                         | 78 (26)                         | 87 (31)                         | 93 (34)                         | 93 (34)                         | 98 (37)                         | 104 (40)                        | 104 (40)                        | 98 (37)                         | 92 (33)                         | 83 (28)                         | 79 (26)                         | 104 (40)                        |
| متوسط درجة الحرارة الكبرى °ف (°م) | 39 (4)                          | 43 (6)                          | 52 (11)                         | 64 (18)                         | 73 (23)                         | 82 (28)                         | 86 (30)                         | 84 (29)                         | 77 (25)                         | 66 (19)                         | 55 (13)                         | 43 (6)                          | 64 (18)                         |
| متوسط درجة الحرارة الصغرى °ف (°م) | 21 (−6)                         | 23 (−5)                         | 30 (−1)                         | 40 (4)                          | 49 (9)                          | 58 (14)                         | 63 (17)                         | 61 (16)                         | 53 (12)                         | 41 (5)                          | 33 (1)                          | 25 (−4)                         | 41 (5)                          |
| أدنى درجة حرارة °ف (°م)           | −25 (−32)                       | −14 (−26)                       | 0 (−18)                         | 16 (−9)                         | 27 (−3)                         | 35 (2)                          | 43 (6)                          | 35 (2)                          | 31 (−1)                         | 20 (−7)                         | 12 (−11)                        | −5 (−21)                        | −25 (−32)                       |
| الهطول إنش (مم)                   | 3.24 (82)                       | 3.00 (76)                       | 3.54 (90)                       | 3.53 (90)                       | 4.33 (110)                      | 4.29 (109)                      | 3.36 (85)                       | 3.81 (97)                       | 4.22 (107)                      | 3.28 (83)                       | 3.40 (86)                       | 3.23 (82)                       | 43.23 (1٬097)                   |
| المصدر: قناة الطقس؛               |                                 |                                 |                                 |                                 |                                 |                                 |                                 |                                 |                                 |                                 |                                 |                                 |                                 |

## أعلام
- جون إس. رايس

## وصلات خارجية
- www.adamscounty.us